# Đakovo
Đakovo (en húngaro: Diakovár, alemán: Djakowar, serbio: Ђаково; a veces escrito como Dakovo o Djakovo) es una ciudad en la región de Eslavonia, en Croacia, 37 km al suroeste de Osijek, en el Condado de Osijek-Baranja. Con una elevación de 111 m s. n. m. y una población de 19 491habitantes (27 745 el municipio), Đakovo es el centro de la fértil región agrícola Đakovština.

## Historia

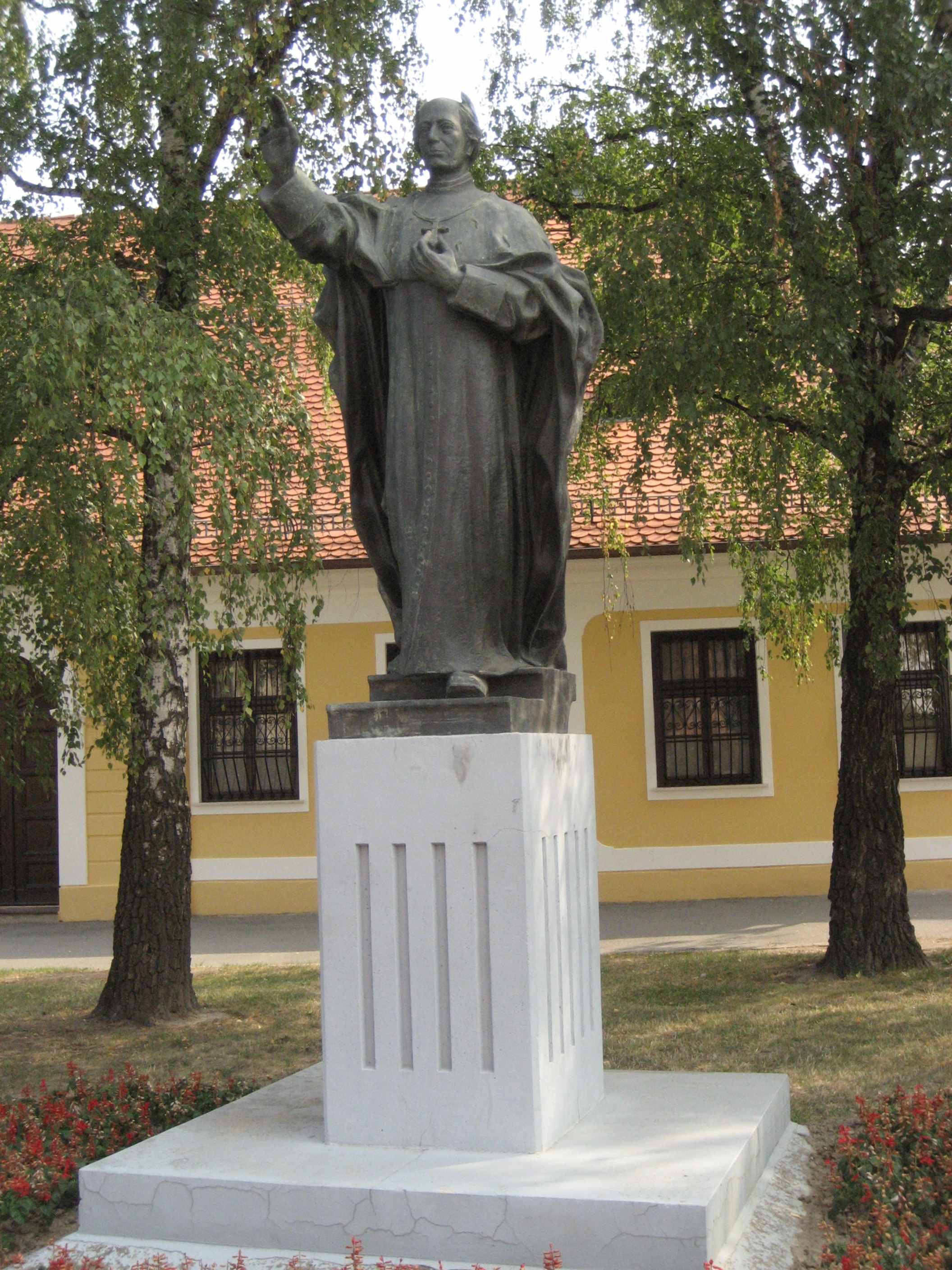
Monumento a Josip Juraj Strossmayer en Đakovo. Strossmayer fue obispo de Bosnia, Dakovo y Sirmia de 1849 a 1905, y está considerado el máximo benefactor de la ciudad, así como pionero del yugoslavismo.

En las proximidades de la ciudad se encuentran varios sitios arqueológicos prehistóricos y romanos. Al sur de la ciudad se halla el yacimiento arqueológico de Štrbinci, donde se encuentran las ruinas de la antigua ciudad romana de Certissa. Los hallazgos más importantes del yacimiento son dos necrópolis paleocristianas del s. IV. El lugar debió ser abandonado durante las migraciones de los siglos IV y V.
La ciudad se menciona por primera vez en 1239, cuando Colomán, hermano del rey Bela IV de Hungría, concedió la 'possessio Diaco' al obispo de Bosnia, siendo en 1349 ésta la sede de la diócesis de Bosnia, como parte del Reino de Hungría. Sin embargo, tras una sangrienta batalla, los turcos la conquistaron (la llamaron Jakova) en 1536; los húngaros la retomaron al final del siglo XVII, aunque la mayor parte de la ciudad fue incendiada. Después regresó el obispo, y comenzó la reconstrucción de la ciudad, que experimentó un importante crecimiento. La zona quedó integrada en la Frontera Militar del Imperio Habsburgo hasta la inclusión de Eslavonia en el Imperio austrohúngaro. La necesidad de una guardia permanente propició la instalación de criaderos de caballos en el entorno de Đakovo, donde perviven los Lipizzaner, que se encuentran entre los más antiguos de Europa.
En 1900, Diakovár era la sede de un tribunal de distrito, que contenía 6824 habitantes, en su mayoría católicos, de los cuales el 65 % eran serbios y el 28 % alemanes.
Durante la Segunda Guerra Mundial, la ciudad quedó bajo la soberanía del Estado Independiente de Croacia, un régimen aliado de los nazis, que instaló en sus inmediaciones un campo de concentración, donde fueron internadas unas 3000 personas. Los 560 judíos que fueron ejecutados en el campo se encuentran sepultados en el cementerio anexo. Los Partisanos yugoslavos liberaron la ciudad en abril de 1945 durante una operación en la que murieron 472 de sus hombres.
A pesar de estar situada en una zona conflictiva, Đakovo apenas sufrió daños durante las Guerras Yugoslavas, ya que los mayores asedios se concentraron en las cercanas ciudades de Osijek y Vukovar.

## Demografía
En el censo 2011 el total de población de la ciudad fue de 27 745 habitantes, distribuidos en las siguientes localidades:
- Budrovci - 1260
- Đakovo -  19 491
- Đurđanci - 425
- Ivanovci Gorjanski - 580
- Kuševac - 1028
- Novi Perkovci - 246
- Piškorevci - 1907
- Selci Đakovački - 1796
- Široko Polje - 1012

| Gráfica de población de Đakovo 1857-2011                            |
|                                                                     |
| Según los censos de población de la oficina estadística de Croacia. |

## Patrimonio

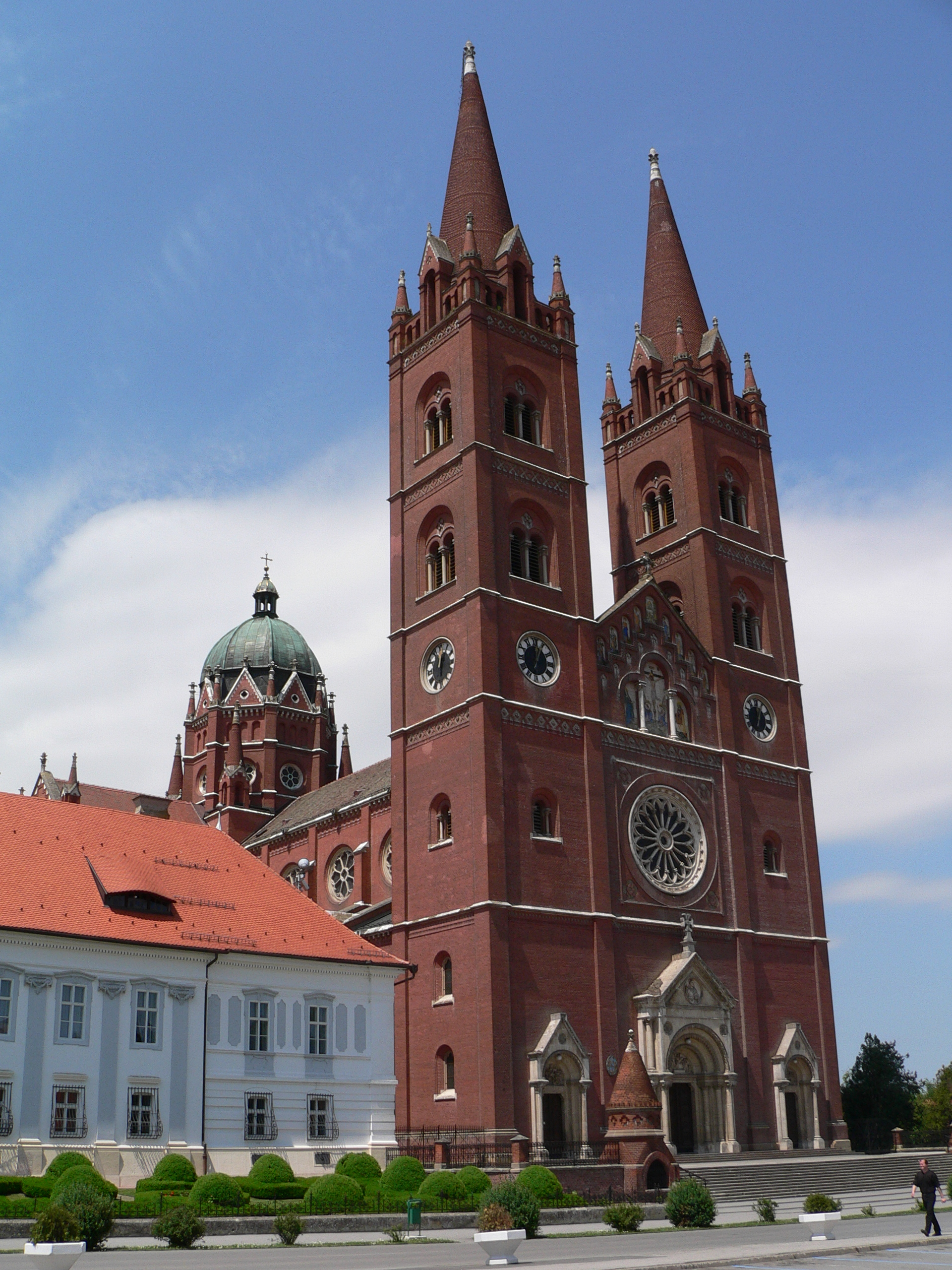
La Catedral de Đakovo (de San Pedro y San Pablo), edificio más importante de la ciudad.

La Catedral de Đakovo (Catedral de San Pedro y San Pablo) es el monumento más famoso de la ciudad y está considerado el edificio sacro más importante de toda la región de Eslavonia. La catedral fue construida entre 1866 y 1882 por orden de Josip Juraj Strossmayer, una de las personalidades más influyentes de la Croacia austrohúngara, y que fue obispo de la diócesis de Đakovo y Sirmia. 
El parque ajardinado del siglo XIX cerca del palacio del obispo es un monumento hortícola bajo protección especial, así como el cercano parque Mali Park, que data de finales del siglo XIX.
Otros edificios de especial interés son la iglesia de Todos los Santos (una mezquita construida durante la ocupación turca reconvertida en iglesia), la peculiar calle Korzo, el Parque Strossmayer y la Corte del Obispo.

## Economía
Las principales actividades económicas de la ciudad están relacionadas con el sector primario: la agricultura y la ganadería, en las que se basan su industria del cuero, procesamiento de la lana y centros de cría y selección de caballos. Otras industrias importantes son el procesamiento de madera (muebles), productos textiles, productos químicos, procesamiento de alimentos y materiales de construcción.
Đakovo se encuentra en la Ruta europea E73, Budapest-Szekszárd-Mohács-Osijek-Đakovo-Bosanski Šamac-Zenica-Mostar-Metković, y en la carretera regional Našice-Đakovo, así como el ferrocarril Ploče-Sarajevo-Vrpolje-Osijek-Budapest.